# Algorab
Algorab eller Delta Corvi (δ Corvi, förkortat Delta Crv, δ   Crv) som är stjärnans Bayerbeteckning, är en dubbelstjärna belägen i den mellersta delen av stjärnbilden Korpen. Den har en skenbar magnitud på 2,96 och är synlig för blotta ögat där ljusföroreningar ej förekommer. Baserat på parallaxmätning inom Hipparcosuppdraget på ca 37,6 mas, beräknas den befinna sig på ett avstånd på ca 87 ljusår (ca 27 parsek) från solen.

## Nomenklatur
Delta Corvi  har det traditionella namnet Algorab som kommer från arabiska الغراب al-ghuraab, vilket betyder "kråkan").
År 2016 organiserade Internationella astronomiska unionen en arbetsgrupp för stjärnnamn (WGSN) för med uppgift att katalogisera och standardisera riktiga namn för stjärnor. WGSN fastställde namnet Algorab för primärstjärnan Delta Corvi A i juli 2016, vilket nu är inskrivet i IAU:s Catalog of Star Names.

## Egenskaper
Primärstjärnan Delta Corvi A är en blå till vit underjättestjärna av spektralklass A0 IV (n) kB9. Den har en massa som är ca 2,7 gånger större än solens massa, en radie som är ca 2,3 gånger större än solens och utsänder från dess fotosfär ca 69 gånger mera energi än solen vid en effektiv temperatur på ca 10 000 K.
Den är mer ljusstark än den skulle vara om de låg i huvudserien och anses därför vara antingen en underjättestjärna som är ungefär 260 miljoner år gammal, som nästan har förbrukat förrådet av väte i sin kärna och på väg att utvecklas bort från huvudserien av stjärnor som solen, eller en ung stjärna runt 3,2 miljoner år gammal, som inte har fullständigt kondenserat och lagt sig i huvudserien.
År 1823 befanns Delta Corvi av de brittiska astronomer James South och John Herschel vara en vid dubbelstjärna. Sedan dess har positionen för de två stjärnorna i förhållande till varandra inte förändrats. Följeslagaren, HR 4757 B, av magnitud 9,3 med spektralklass K2Ve, ligger med en vinkelseparation på 24,2 bågsekunder vid en positionsvinkel på 214°. Även om de två stjärnorna har en gemensam rörelse genom rymden föreligger det så signifikanta skillnaderna i deras uppskattade ålder att de kanske inte är fysiskt kopplade.